# Pictes
Pour les articles homonymes, voir Picte (homonymie).

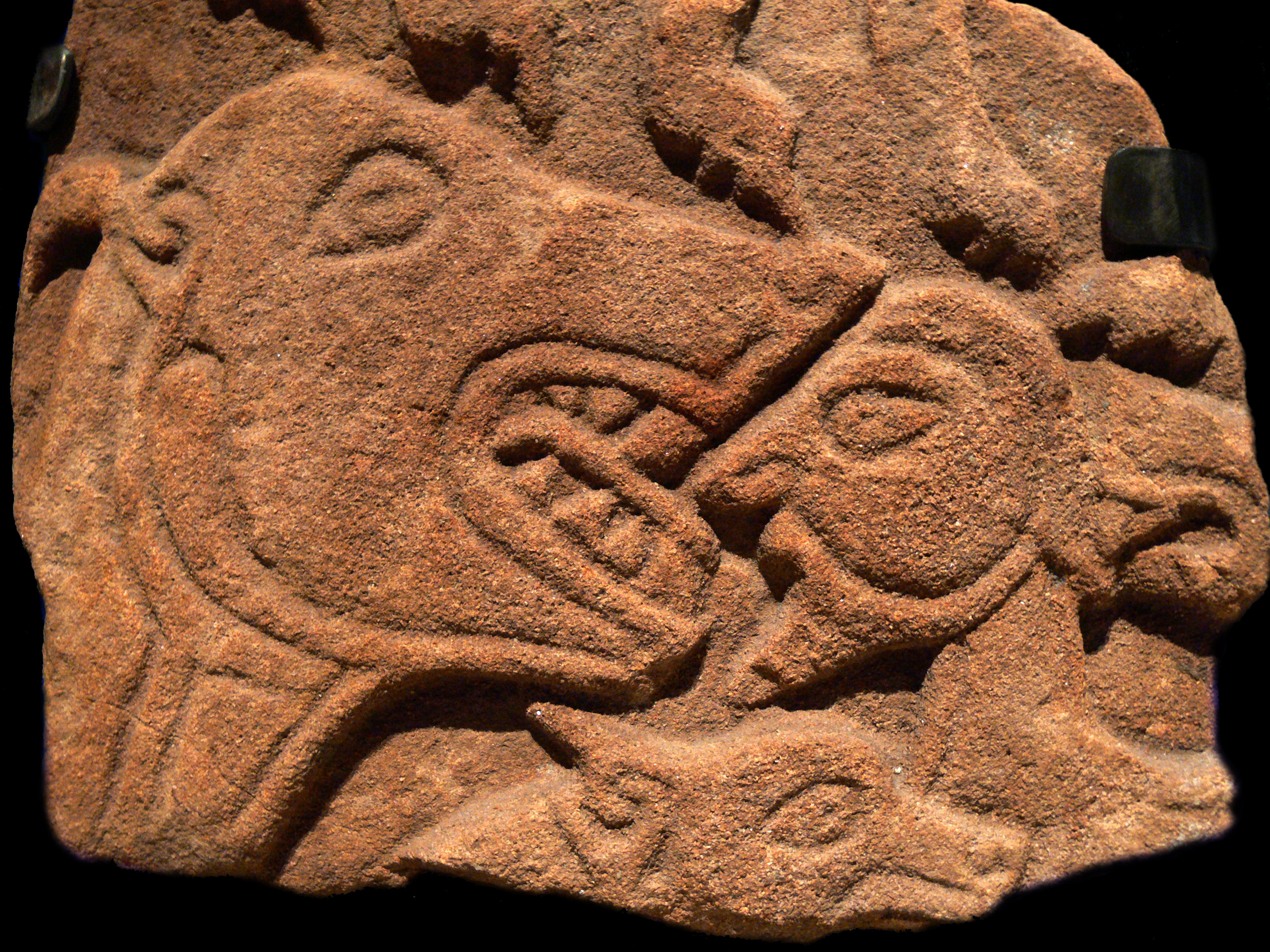
La « pierre de Daniel », appartenant à l'ensemble des pierres pictes de Ross.

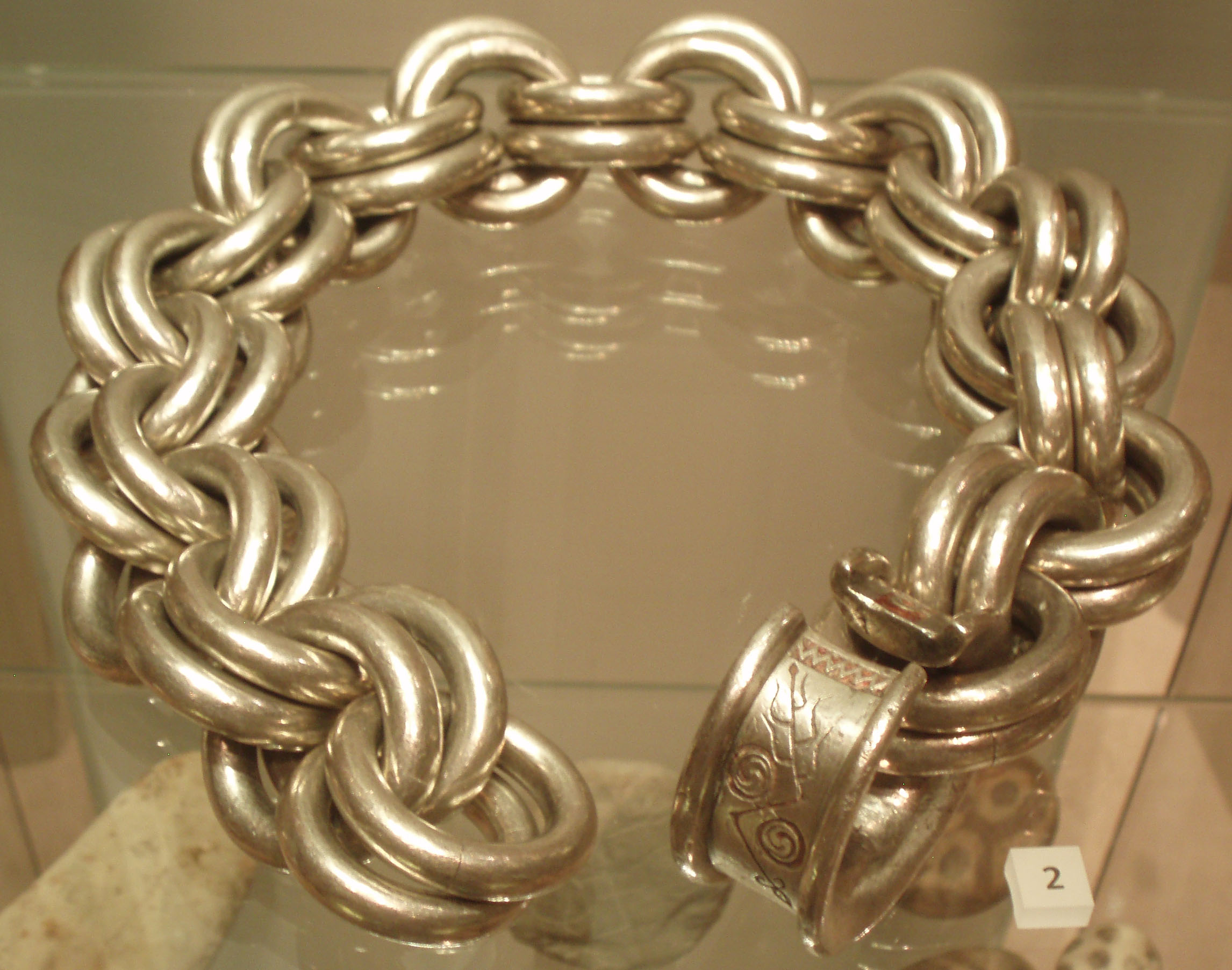
La, en argent, date d'entre 400 et 800. Elle a pu être portée comme collier ras du cou pour les cérémonies.

Les Pictes sont au Ier siècle une confédération de tribus vivant dans le nord et l'est de l'actuelle Écosse au nord des fleuves Forth et Clyde, avant la conquête du sud de l'île de Bretagne par Rome. Restés indépendants, ils perdurent jusqu'au Xe siècle, époque à laquelle ils sont absorbés par les Gaëls au sein de l'ensemble des Scots. 
Ils parlaient le picte, langue éteinte que l'on a reliée aux langues brittoniques parlées par leurs voisins du Sud, les Bretons insulaires. Les Pictes sont d'ailleurs appelés Brithwr par les Gallois. Ils sont considérés comme descendant des Calédoniens et des autres tribus voisines, connues des Romains ou figurant sur la carte du monde de Ptolémée.
Ayant résisté aux Romains, ils forment une puissante confédération qui règne sur un vaste territoire dans le nord de la Grande-Bretagne. Le territoire des Pictes, connu en latin sous le nom de Pictavia (Pictland en anglais), se fondit progressivement avec le royaume gaélique de Dál Riata et forma le royaume d'Alba. Alba s'étendit, absorbant les royaumes brittoniques du Strathclyde et de Bernicie. Au XIe siècle, l'identité des Pictes s'est fondue dans un amalgame de peuples identifiés comme « Scots ».

## Sources
L'archéologie fournit des informations sur la société des Pictes. 
Bien que très peu d'écrits des Pictes nous soient parvenus, leur histoire à partir de la fin du VIe siècle est connue par des sources variées telles que des annales irlandaises, l'Histoire ecclésiastique du peuple anglais de Bède le Vénérable ou des hagiographies comme celle de Colomba d'Iona écrite par Adomnan d'Iona. 
Les Pictes sont assez bien connus des historiens car pour l'Antiquité tardive et le haut Moyen Âge, les témoignages des actions et de la société des Pictes sont nombreux.

## Étymologie de leur nom
L'ethnonyme a été rapproché par les auteurs antiques du mot latin Picti, dont le radical Pict- est identique à celui du nom des Pictones ou Pictaves du Poitou. Il apparaît pour la première fois dans un panégyrique écrit par Eumène en l'an 297. En latin Picti signifie littéralement « les (hommes) peints » (du latin pingere, peindre, et vient de pictus : « peint » ; voir le grec πυκτίς ou pyktis : « peinture »). Leur nom en vieil anglais prit en scots la forme de Pechts, et en gallois le terme de Fichti. En réalité, il s'agit probablement d'un radical celtique Pict- de sens incertain et similaire au latin ce qui explique la parenté de Picti avec le nom des Pictones ou Pictavi. On note par ailleurs que les tribus celtiques ne portent jamais un nom latin.
Dans les écrits irlandais, une pléthore de termes étaient utilisés pour se référer aux Pictes et à un groupe de gens vivant à proximité des Ulaid en Ulster : Cruthin, Cruthini, Cruthni, Cruithni et Cruithini (Cruithnes en irlandais moderne). Il est généralement admis que ces termes dérivent de Qritani : « chefs », « premiers », terme gaélique à rapprocher du grec Πρυτανοῖ Prytanoi et du brittonique Pritani. De là est venu Britanni, le nom romain utilisé pour ceux qui nous sont maintenant connus comme les « bretons insulaires »,,. Il a été suggéré que Cruthin était un nom utilisé pour se référer à tous les Bretons qui n'avaient pas été conquis par les Romains, c'est-à-dire ceux vivant au-delà de la Britannia romaine, au nord du mur d'Hadrien.

## Histoire

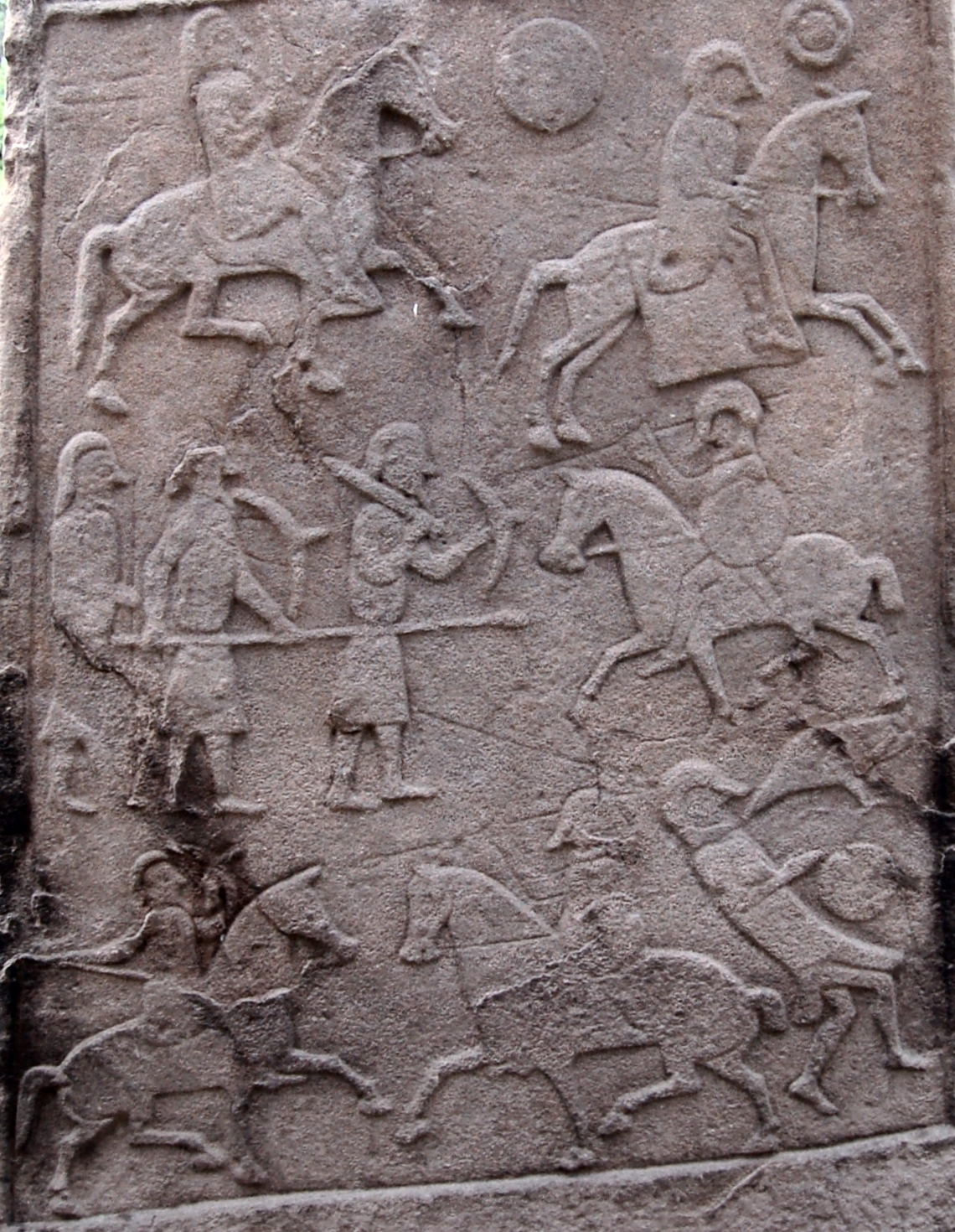
Scène de bataille sur la pierre picte II du site d'Aberlemno, généralement considérée comme mettant en scène la bataille de Dunnichen avec les Pictes à gauche, les hommes de Northumbrie à droite, et le cavalier picte représentant peut-être le roi Brude III.

Les circonstances dans lesquelles la confédération picte s'est formée lors de l'Antiquité tardive à partir de plusieurs tribus, sont inconnues. On a suggéré comme facteur, l'union face à la montée en puissance de l'Empire romain. La terre des Pictes a été décrite auparavant comme le siège des Caledonii. Il a été rapporté par Ptolémée et Ammien Marcellin que d'autres tribus auraient vécu dans la région, tels les Verturiones, Taexali et Venicones. À l'exception des Calédoniens, les noms pourraient relever d'informations de seconde main, voire de dérivés, peut-être ramenés aux Romains par des locuteurs de langues brittoniques. Caledonii est ainsi vu sur la stèle d'une tombe dans la Bretagne romaine.
La première mention des Pictes est l'œuvre du rhéteur Eumène d'Autun, en 297, dans son Panégyrique de Constance où il évoque les victoires de ce dernier sur l'usurpateur Allectus et la reconquête de l'île de Bretagne. Il mentionne à nouveau le peuple des Pictes en 309 ou 310, dans un autre panégyrique, cette fois-ci à l'adresse de Constantin. Ammien Marcellin mentionne la participation des Pictes à la coalition barbare de 368 en Bretagne.
Les premiers témoignages historiques des Pictes remontent aux « âges sombres » (les dark ages de l'historiographie britannique). Il apparaît qu'ils ne constituaient pas le pouvoir dominant dans le Nord de la Bretagne insulaire pour l'ensemble de la période. Les Gaëls de Dál Riata contrôlaient leur propre région un certain moment, mais furent en recul à la suite d'une série de défaites dans le premier tiers du VIIe siècle telle la bataille de Degsastan dans la première décennie, ou plusieurs événements sous le règne de Domnall Brecc lors de la troisième et quatrième décennie. Les Angles de Bernicie terrassèrent les royaumes britanniques environnants. Le roi Ethelfrith de Northumbrie unifia les royaumes de Bernicie et de Deira, créant une entité formant l'ébauche de Northumbrie, et le plus puissant royaume de Bretagne. Les Pictes étaient probablement tributaires de ce royaume jusqu'au règne de Brude III des Pictes, lorsque les Angles furent vaincus à la bataille de Dunnichen, mettant fin à leur expansion vers le nord. Les hommes de Northumbrie continuèrent de dominer au sud de l'Écosse pour le reste de la période picte.
Lors du règne d'Oengus Ier (729-761), Dál Riata était essentiellement sujet des rois pictes. Bien que dotée de ses propres rois depuis les années 760, Dál Riata ne redevint pas indépendante, comme l'atteste le roi Constantin des Pictes (793-820) qui place son fils Domnall mac Caustantín sur le trône de Dál Riata pendant 24 ans. Les tentatives des Pictes d'atteindre un niveau similaire de domination sur les Britons de Strathclyde ne réussirent pas, comme le montrent les échecs d'Óengus.
L'âge des Vikings apporta de grands changements dans l'île de Bretagne et en Irlande, et tout autant en Écosse. Le royaume de Dál Riata appartenant aux Gaëls est mis à mal. Grâce à leurs bateaux, supérieurs aux currachs des Gaëls en peaux, les Vikings s'imposent,. Face à la pression des Vikings, les clans des Gaëls fuient à l'est, chez les Pictes. Les Vikings profitent également d'une guerre civile en Northumbrie pour y instaurer le royaume viking d'York, et soumettent aussi le royaume de Strathclyde en s'emparant du château de Dumbarton, entreprise à laquelle les Pictes s'étaient attaqués en vain. De nombreux rois furent tués dans une bataille majeure contre les Vikings en 839, tels Eòganán des Pictes et Áed mac Boanta de Dal Riada.

### Les «royaumes» pictes

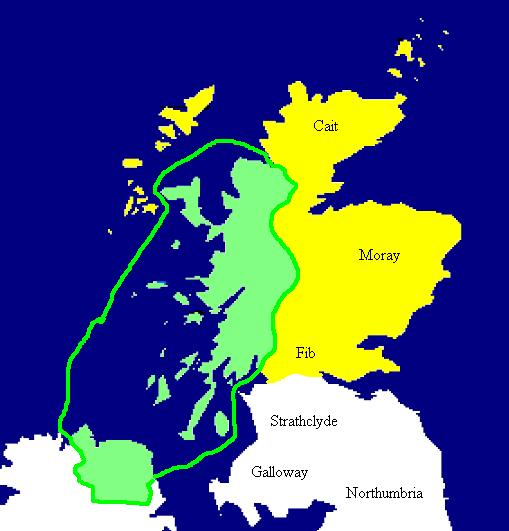
Carte du Dál Riata à son apogée, vers 580–600. les domaines des Pictes sont marqués en jaune.

En ce qui concerne l'organisation des Pictes, il semble que les « rois pictes » ne régnèrent jamais que sur une confédération de chefferies. Il y eut plusieurs « royaumes » pictes contemporains les uns des autres et leur nombre put varier de deux à sept ; si l'on en croit les sources postérieures ou les brèves mentions faites par les sources étrangères. L'organisation de ces royaumes demeure largement hypothétique, mais il est possible qu'un « Haut roi » existât. En tous cas, la « royauté » des Pictes devait être clanique et l'on ignore si elle s'exerçait sur un territoire bien délimité.
Au VIe siècle, le royaume de Fortriú dominait peut-être les terres situées autour de Scone et de Dunkeld. Son nom est à rapprocher de celui de la tribu des Verturiones, cités au IIe siècle par Claude Ptolémée puis, au IIIe siècle, par Ammien Marcellin. Bède cite encore le royaume de Fib (Fife) à cette époque. La Chronique picte livre quant à elle une liste de sept royaumes (le caractère symbolique du chiffre peut en avoir dicté le nombre) :
1. Cait (Caithness et Sutherland modernes) ;
2. Ce (Mar et Buchan modernes) ;
3. Circinn (Angus et Mearns modernes) ;
4. Fib (Fife et Kinross modernes ; Fife est encore connu sous l'appellation de kingdom of Fife) ;
5. Fidach (Moray et Ross modernes) ;
6. Fotla (Atholl et Gowrie modernes) ;
7. Fortriú (Strathearn et Menteith modernes ?).

À l'époque de Bède le Vénérable, et si l'on en croit encore ce dernier, au début du VIIIe siècle, un « royaume des Pictes du Nord » et un « royaume des Pictes du Sud » étaient établis de part et d'autre des monts Grampians.
Toujours est-il que, malgré leurs divisions, les Pictes résistèrent toujours à l'Empire romain, puis aux envahisseurs germaniques pendant plusieurs siècles. Finalement, la disparition des royaumes des Pictes fut le résultat d'un processus de fusion qui aboutit, au milieu du IXe siècle, à la création de l'Écosse médiévale. À cet égard, la règle de dévolution du trône en vigueur chez les Pictes joua certainement un rôle important.
On sait, grâce à Bède le Vénérable, en effet, que le système de succession royale des Pictes était matrilinéaire, ce qui avait pour résultat que les neveux succédaient à leurs oncles. C'est aussi ce système qui permit à des chefs étrangers de régner sur les Pictes au Moyen Âge, comme le Scot Kenneth mac Alpin. Toutefois, « MacAlpin » appartenait au lignage royal du royaume de Dalriada, et son règne sur un peuple unifié fut aussi facilité par le désastre de 839.
Au VIIIe siècle, Unuist mac Uurguist (Œngus) roi de 729 à 761 réussit à unifier temporairement les Pictes. Unuist II mac Uurguist, fils du roi scot Fergus mac Echdach et d'une princesse picte, régna conjointement sur ces deux peuples au début du IXe siècle. À sa mort, en 834, son fils Eòganán lui succède.
Un autre facteur de l'intégration des Pictes et des Scots au sein d'un royaume unique put, enfin, être une trahison. Un document du XIVe siècle, le Polichronicon de Ranulph Higden, contient, en effet, un passage probablement dérivé de la Chronique picte qui mentionne un massacre des nobles pictes par les Scots, lors d'une entrevue organisée par ces derniers, vers 850, il s'agit de la mythique trahison de MacAlpin.

## Culture et langue

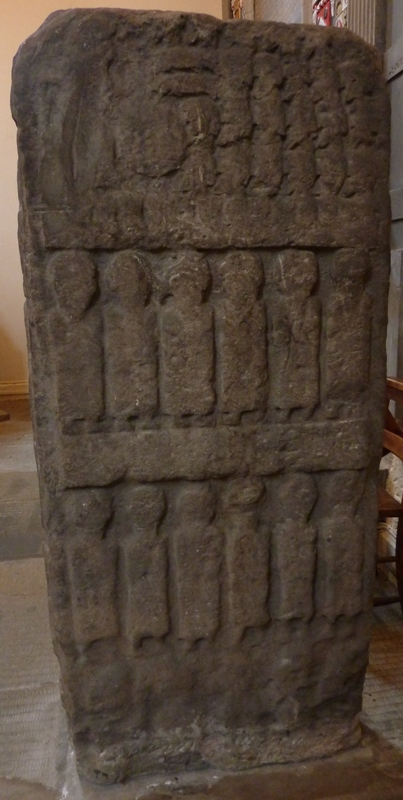
Pierre Picte représentant les apôtres, Dunkeld Cathedral, Ecosse.

La source historique la plus abondante sur les Pictes est à peu près la seule à nous renseigner sur leur culture : il s'agit de L'Histoire ecclésiastique du peuple anglais de Bède le Vénérable.
Le consensus scientifique est qu'ils parlaient une langue celtique, la plus proche de celle parlée par les Brittons voisins (dont dérivent le cornique, le gallois et le breton). Cependant, certains soutiennent, à partir d'inscriptions non déchiffrées et d'autres mots non-celtiques, que certains Pictes parlaient une autre langue, restée inconnue, vraisemblablement héritée d'une population préceltique.
L'Irlandais saint Colomba, au VIe siècle, ne comprenait pas le picte. Les Pictes utilisaient l'écriture oghamique, dérivée de l'écriture latine, mais les inscriptions qu'ils ont laissées sont généralement indéchiffrables.
Les Pictes ont laissé de nombreuses stèles ornées de figures géométriques (y compris de croix après leur christianisation), ou figuratives : quadrupèdes, oiseaux, chaudrons, chariots à roues. Ces pierres, dites « symboliques », avaient sans doute un caractère sacré, peut-être associé à des rites funéraires.
On attribue encore aux Pictes certains brochs, ces tours rondes préhistoriques qui constellent l'Écosse.

## Chronologie

### Antiquité
- 80 : Agricola combat les habitants de l'Écosse (qu'il nomme Caledonii).
- 84 : Calgacus unifie les tribus celtes mais il est battu et tué par les Romains lors de la bataille d'Ardoch.
- 90 : évacuation des positions romaines au nord du Firth of Forth.
- 122 : l'empereur Hadrien fait construire le mur d'Hadrien pour protéger la province romaine de Bretagne (actuelle Angleterre) contre les incursions des Calédones (Pictes).
- 142 : construction du mur d'Antonin plus au nord, du Forth à la Clyde.
- 207 : campagnes de Septime Sévère plus au nord.
- 297 : première mention des « Pictes » par Eumène[8].
- 310 : mention des « Calédoniens et autres Pictes »[9].
- 343 : Constant Ier fait campagne contre les Scots et les Pictes.
- 364-368 : le mur d'Hadrien est franchi par des bandes de Pictes et de Scots.
- 368 : Théodose l'Ancien, père de l'empereur romain Théodose Ier, repousse les Pictes au nord du mur d'Hadrien. Ammien Marcellin confirme que les Pictes sont divisés en deux peuples : les « Dicalydones » et « Verturiones ».
- 407 : abandon de la province de Bretagne par les troupes romaines.
- 418 : les Pictes et les Scots se répandent dans l'ancienne province romaine ; les Bretons font appel à des mercenaires germaniques.

### Haut Moyen Âge
- 430 : victoire de saint Germain, évêque d'Auxerre, contre les Pictes et les Saxons à la bataille de Verulamium.
- 449 : les Jutes Hengist et Horsa, appelés par Vortigern pour lutter contre les Pictes et les Scots, fondent le royaume du Kent.
- 503 : fondation du royaume de Dalriada à Argyll, témoignage de l'implantation des Scots venus d'Irlande.
- 563 : saint Colomba s'installe dans l'île d'Iona où il fonde un monastère.
- Années 650 : poussée des Angles vers le nord, où cohabitent déjà les Scots, les Bretons de Strathclyde et les Pictes.
- 685 : les Pictes repoussent les Anglo-Saxons à la bataille de Nechtansmere. Le roi des Angles Ecgfrith de Northumbrie est tué lors de celle-ci ; la frontière est fixée au Firth of Forth.
- Années 750 : début des incursions des Vikings en Angleterre.
- 839 : mort d'Eoganan à la tête des Pictes et des Scots face aux Vikings.
- 842/848 : le roi scot Kenneth MacAlpin accède au trône picte : c'est la première union à caractère politique des deux peuples ; elle devient définitive au XIe siècle (ligne suivante).
- 1034 : le roi Duncan est le seul roi d'Écosse.

## Représentations dans les arts

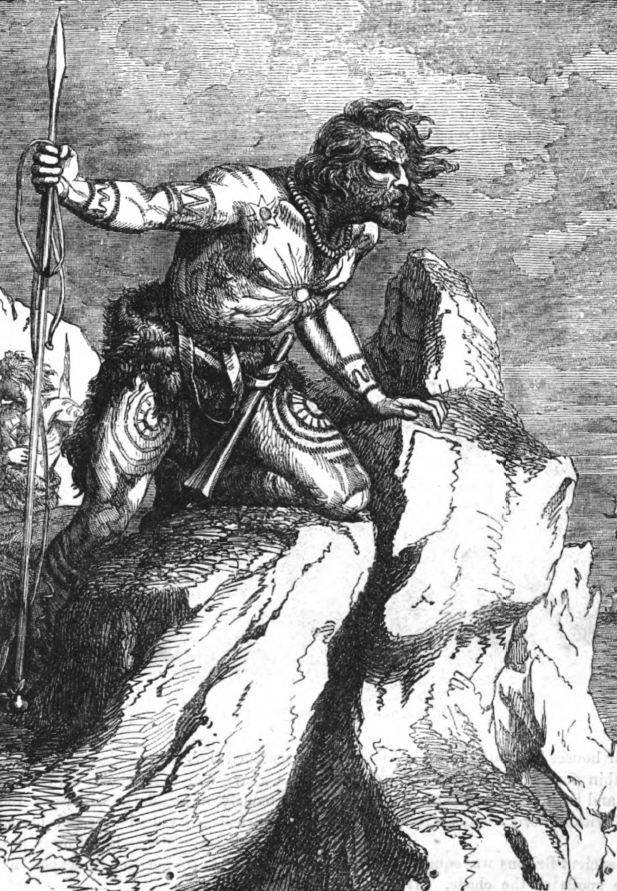
Représentation d'un Picte dans un livre d'histoire britannique au XIXe siècle.

### Pictes et fées
À la fin du XIXe siècle, le spécialiste de l'antiquité et folkloriste David MacRitchie (en) a développé ce que l'on appelait à l'époque la théorie des pictes-pygmées. Il considérait de façon très sérieuse que les fées n'étaient rien de plus que le souvenir des Pictes autochtones qui selon lui étaient de très petite taille. Pour preuve il signale leurs petites portes (3-4 pieds de haut), les petites pièces des habitations, la taille des tumulus qui étaient selon lui les habitats des Pictes…
Il se référait à des écrits anciens comme celui d'Adam de Brême qui dans Historia Norwegiæ décrit les Pictes des îles Orkney comme « à peine plus grand que des Pygmées ».
Le folkloriste John Francis Campbell, cité par MacRitchie, a aussi écrit dans ses Histoires populaires des Highlands de l'Ouest (1860-1862) : « Je crois qu'il y fut un temps où il y avait une population de petite taille dans ses îles dont on se souvient actuellement comme des fées […] la fée était probablement une Picte ». Cette théorie va faire des petits au XIXe siècle et il naîtra diverses théories comme des nains-lapons, ou des sirènes-esquimaux ou sirènes-finlandaises (à cause de leur tenue en peau de phoque et leur kayak).

### Littérature
- L'écrivain britannique Rudyard Kipling consacre plusieurs histoires aux Pictes dans son recueil de contes pour enfants Puck, lutin de la colline paru en 1906 ;
- L'histoire de la neuvième légion romaine, la Legio IX Hispana, a inspiré à l'écrivaine britannique Rosemary Sutcliff un roman pour la jeunesse, L'Aigle de la Neuvième Légion, paru en 1954. Sutcliff s'inspire librement de ce qui était alors une énigme historique (les circonstances dans lesquelles a disparu cette légion) pour imaginer que la légion a été vaincue et massacrée par les Pictes. Les personnages principaux du roman s'aventurent au-delà du mur d'Hadrien autour de 140 apr. J.-C. pour retrouver l'emblème militaire de la légion perdue ;
- Plusieurs auteurs de fantasy se sont inspirés des Pictes, soit en les mettant en scène directement, soit en les prenant comme base pour inventer des peuples fictifs. Au début du XXe siècle, l'écrivain américain Robert E. Howard met fréquemment en scène des Pictes dans ses nouvelles de fantasy, dont plusieurs mettent en scène Bran Mak Morn, présenté comme le dernier roi picte, dans sa lutte contre l'Empire romain. Au début du XXIe siècle, l'écrivaine Juliet Marillier consacre un cycle romanesque, The Bridei Chronicles, à la vie des Pictes et des Gaels (autre tribu de la même région) au VIe siècle apr. J.-C., mais en intégrant des éléments de merveilleux à ses intrigues ;
- Dans le roman Taltos d'Anne Rice (le troisième livre de la saga des sorcières Mayfair), il est raconté que les Pictes étaient des Taltos se faisant passer pour des humains.

### Bande dessinée
- Dans L'Affaire Francis Blake, de Jean Van Hamme avec dessin de Ted Benoit, premier album paru sans Edgar P. Jacobs, le professeur Philip Mortimer découvre une caverne ornée de symboles pictes ;
- En 2013, un album de la bande dessinée Astérix, Astérix chez les Pictes, fait voyager Astérix et Obélix en Écosse.

### Cinéma et télévision
Dans le film d'action américain Le Roi Arthur d'Antoine Fuqua sorti en 2004, les Pictes sont des tribus indigènes dirigées par le sorcier Merlin.
Le roman L'Aigle de la Neuvième Légion (voir plus haut) a fait l'objet d'une adaptation au cinéma par Kevin Macdonald en 2011.
Le péplum britannique Centurion de Neil Marshall, en 2010, s'inspire également de la disparition de la neuvième légion romaine et suit les aventures des rares survivants traqués par des Pictes farouches.
Dans la série humoristique Kaamelott, Dame Séli, belle-mère du Roi Arthur, est d'origine Picte. Son époux, le Roi Léodagan de Carmélide, l'a enlevée au temps de sa jeunesse du sein de sa tribu, espérant en obtenir une rançon. Les Pictes auraient accepté de lui verser le double de la somme demandée, à condition qu'il la garde avec lui.

### Jeux
Les Pictes apparaissent dans les jeux de rôle sur table historiques permettant de jouer vers la fin de l'Antiquité, par exemple dans le jeu Pendragon de Greg Stafford, paru en 1985, qui s'inspire à la fois de la période historique réelle et de la légende arthurienne. Les Pictes apparaissent également dans les jeux de rôle inspirés des récits de fantasy de Robert E. Howard, notamment les diverses adaptations de l'univers de Conan le Barbare.
Les jeux vidéo historiques ou historico-fantastiques mettent régulièrement en scène des Pictes. C'est le cas de Civilization V: Gods and Kings, extension sortie en 2012 pour le jeu de stratégie au tour par tour Civilization V de Firaxis Games, ou encore le jeu de tactique/stratégie Total War: Attila de Sega en 2015, dans lequel les Pictes sont une faction jouable. Hellblade: Senua's Sacrifice, sorti en 2017, propose d'incarner Senua, une jeune femme picte. On retrouve sur ce personnage des caractéristiques visuelles propres aux Pictes telles que les peintures faciales.
Dans le jeu Stronghold Legends, lors de la campagne du roi Arthur lors de la première mission, les Pictes seront l'un des ennemis principaux.
Dans le jeu Assassin's Creed Valhalla, sortie en novembre 2020, les pictes sont les ennemis principaux dans les régions au nord de la carte.

## Compléments

#### Édition électronique des sources
- Chronique picte : Cronica de Origine Antiquorum Pictorum, transcription du ms. Colbertin de la BNF et traduction en ligne par T.H. Weeks ; commentaire par A. Weeks.
- Annales d'Ulster (431-1201) sur le site CELT : Corpus of Electronic Texts, projet des départements d'histoire et d'informatique de L'université de Cork en Irlande.
- Annales de Tigernach (une autre source irlandaise, ibid.).

#### Sites généraux
- The Birth of Nations: Scotland, sur le site d'histoire From Dot to Domesday, par Stephen J. Murray (en anglais).

#### Essais
- A Consideration of Pictish Names, essai en ligne par Heather Rose Jones sur le site de recréation historique médiévale http://www.s-gabriel.org/.